# Safari pivovar
Safari pivovar, nazývaný také pivovar Safari, je minipivovar a restaurace u vstupu do Zoologické zahrady Dvůr Králové (Safari park Dvůr Králové) ve Štefánikově ulici ve městě Dvůr Králové nad Labem v okrese Trutnov v Jičínské pahorkatině v Královéhradeckém kraji.

## Historie a popis
Safari pivovar, jež nese název místního Zoo, vyrábí vlastní originální 10° až 16° chmelené pivo (svrchně i spodně kvašené, 3,7 až 6.8% objemu alkoholu) z českých a afrických ingrediencí. Kapacita pivovaru je max.1200 hl piva za rok a piva plní do sudů a PET lahví. Slavnostní otevření pivovaru proběhlo dne 22. září 2018, tj. ve Světový den nosorožců (World Rhino Day), a proto je pivovar je také sponzorem chovu nosorožců v Zoologické zahradě Dvůr Králové. Pivo z tohoto pivovaru je určené především pro prodej v areálu. Projekt propojení specifické vlastní výroby piva s provozem Zoo je v Česku ojedinělý a v Evropě má vlastní pivovar pouze belgická Zoo Pairi Daiza. Mezi tzv. ambasodory pivovaru patří cestovatelé Miroslav Zigmund, Miroslav Stingl a Jiří Kolbaba, ředitel Zoo Přemysl Rabas a gastronom Igor Mašín.

## Galerie

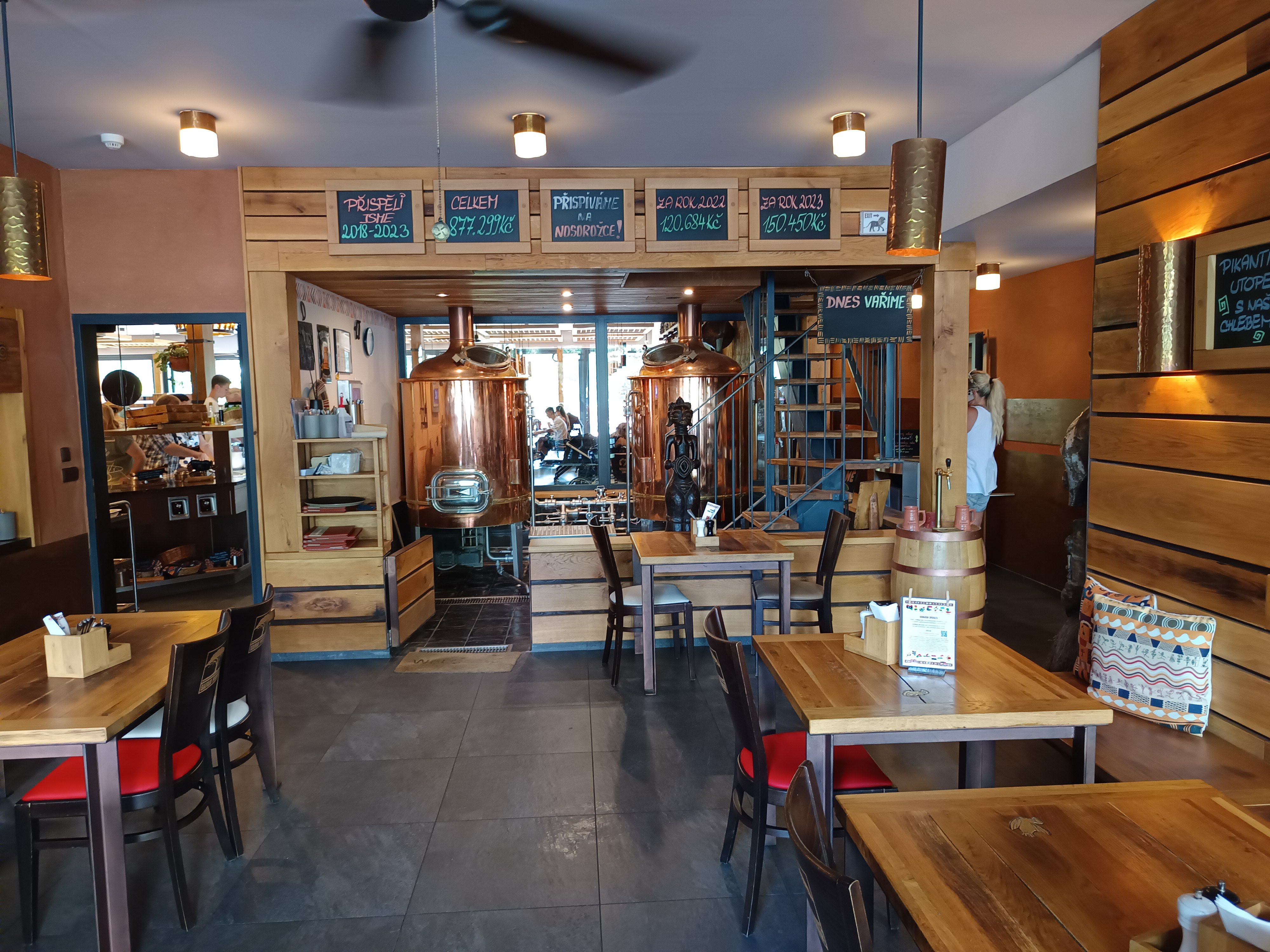
Interiér